# М'язова дистрофія Дюшена
Міодистрофія Дюшена — генетичне захворювання, що характеризується швидким прогресуванням м'язової дистрофії. Призводить до повної втрати здатності рухатися та в підсумку до смерті. Хворіють тільки чоловіки. Жінки можуть бути носіями гена.

## Природа синдрому
Основним симптомом цього синдрому є прогресуюча дистрофія м'язів, що має летальне закінчення. Причиною хвороби є мутація в гені білка дистрофіну, що розташовується між тяжами актину та грає ключову роль у формуванні каркаса для актину в акто-міозиновому комплексі скелетних м'язів. Цей ген є дуже великим — близько 1,5 млн пар нуклеотидів, через це міодистрофію Дюшена можуть спричиняти різні мутації, що виникають на різних ділянках гену. Відомо принаймні кілька тисяч таких мутацій. Вони є рецесивними, і оскільки ген дистрофіну знаходиться в Х-хромосомі, то зчепленими зі статтю.

## Прояви
Середня частота прояву — 1 випадок на 10 000. Хвороба має досить різноманітну експресивність. Не є вродженою, а проявляється поступово, з віком дитини. Першими симптомами є відмова спинної мускулатури. Тривалість життя хворих до 17 — 18 років, максимум до 21 року[джерело?].

## Лікування
Традиційного лікування не існує через специфіку хвороби. У терапії даного захворювання найбільш ефективними вважаються стероїдні препарати — преднізолон і дефлазакорт. Другий вигідно відрізняється від першого меншою кількістю побічних ефектів. Американське управління FDA схвалило у 2015 році препарат дефлазакорт для лікування міодистрофії Дюшена. Способом патогенетичного лікування може бути лише генна терапія. Застосування генної терапії при лікуванні подібного синдрому у мишей дало деякі позитивні наслідки. На людині не застосовувалось.

## Всесвітній день поширення інформації про м'язову дистрофію Дюшена
7 вересня — Всесвітній день поширення інформації про м'язову дистрофію Дюшена. Сьоме число дев'ятого місяця вибрано за кількістю екзонів у гені дистрофіну — їх 79.
Символом цього дня у світі є червона повітряна кулька, яку в підтримку пацієнтів із таким захворюванням випускають у небо тисячі людей.